# Sasunaga apiciplaga
Sasunaga apiciplaga là một loài bướm đêm trong họ Noctuidae.